# 2004 ve filmu

## Filmy roku 2004

### České filmy
- Bolero (režie: F. A. Brabec)
- Duše jako kaviár (režie: Milan Cieslar)
- Horem pádem (režie: Jan Hřebejk)
- Choking Hazard (režie: Marek Dobeš)
- Kameňák 2 (režie: Zdeněk Troška)
- Kousek nebe (režie: Petr Nikolaev)
- Milenci & vrazi (režie: Viktor Polesný)
- Mistři (režie: Marek Najbrt)
- Non plus ultras (režie: Jakub Sluka)
- O dve slabiky pozadu (režie: Katarína Šulajová)
- Pánská jízda (režie: Martin Kotík)
- Post Coitum (režie: Juraj Jakubisko)
- Román pro ženy (režie: Filip Renč)
- Silný kafe (režie: Börkur Gunnarsson)
- Snowboarďáci (režie: Karel Janák)
- Správce statku (režie: Martin Duba)
- Vaterland – lovecký deník (režie: David Jařab)
- Zůstane to mezi námi (režie: Miro Šindelka)

#### Dokumentární
- Afoňka už nechce pást soby (režie: Martin Ryšavý)
- Bezesné noci (režie: David Čálek, Radim Špaček)
- Český sen (režie: Filip Remunda, Vít Klusák)
- Český Woodstock (režie: Oliver Malina - Morgenstern)
- Tatínek (režie: Jan Svěrák, Martin Dostál)
- Ženy pro měny (režie: Erika Hníková)

### Zahraniční filmy
| - 50× a stále poprvé - Alexander Veliký - Arsène Lupin - zloděj gentleman - Balto 3: Křídla změny - Bionicle legendy metru nui - Bokovka - Cesta kolem světa za 80 dní - Christmas in Love - Darwinova noční můra - Den poté - Deník princezny 2: Královské povinnosti - Devátý den - Eurotrip - Fahrenheit 9/11 - Garfield ve filmu - Ghost in the Shell 2: Innocence - Grande école - Harry Potter a vězeň z Azkabanu - Hellboy (film) - Hledání Země Nezemě - Hon za svobodou - Horem pádem - Hotel Rwanda - Immortal - Jak básníci neztrácejí naději - Jezdec jménem smrt - Já, robot - Kill Bill 2 - Klub hrůzy - Kráčející skála - Královská hra - Letec - Letní bouře - Lovci pokladů - Lví král 3: Hakuna Matata - Lékařská akademie - Metro - Million Dollar Baby - Miluji jen tebe | - Moderní Popelka - Na dotek - Napola - Nenávist - Návrat draka - Okrsek 13 - Podezření nula - Polární expres - Princ a já - Pád Třetí říše - Přežili jsme Ardeny - Riddick: Kronika temna - RRRrrrr!!! - Řada nešťastných příhod - Saw: Hra o přežití - Shrek 2 - Slečna Marplová: Vlak z Paddingtonu - Smím prosit? - Soumrak mrtvých - Spider-Man 2 - Starosti pana starosty - Špatná výchova - Terminál - The Power of Nightmares - Troja - U nás na farmě - Ukrývané děti - Umučení Krista - Úžasňákovi - V dobré společnosti - Van Helsing - Veer-Zaara - Vesnice - Vetřelec vs. Predátor - Válka policajtů - Věčný svit neposkvrněné mysli - Zahulíme, uvidíme - Zakletá Ella - Zákon přitažlivosti - Zámek v oblacích |

## Tržby a návštěvnost

### Celosvětově
Následujícím seznam řadí filmy s celosvětovou premiérou v roce 2004 dle jejich tržeb v amerických dolarech. Zahrnuty jsou tržby za celou dobu promítání filmu (tedy i mimo rok 2004).
| Pořadí | Titul                           | Tržby celosvětově | Tržby v ČR |
| ------ | ------------------------------- | ----------------- | ---------- |
| 1      | Shrek 2                         | 919 838 758       | 2 786 926  |
| 2      | Harry Potter a vězeň z Azkabanu | 796 688 549       | 2 199 112  |
| 3      | Spider-Man 2                    | 783 766 341       | 753 241    |
| 4      | Úžasňákovi                      | 631 442 092       | 708 943    |
| 5      | Umučení Krista                  | 611 899 420       | 715,420    |

### Česko
Následující seznam řadí filmy podle návštěvnosti v českých kinech v roce 2004. Tržby a návštěvnost jsou uvedeny pouze za rok 2004.
| Pořadí | Titul                           | Česká premiéra   | Diváků  | Tržby (Kč) |
| ------ | ------------------------------- | ---------------- | ------- | ---------- |
| 1      | Pán prstenů: Návrat krále       | 15. ledna 2004   | 778 852 | 80 041 452 |
| 2      | Harry Potter a vězeň z Azkabanu | 10. června 2004  | 703 219 | 61 694 589 |
| 3      | Troja                           | 13. května 2004  | 608 765 | 57 254 894 |
| 4      | Shrek 2                         | 8. července 2004 | 588 244 | 53 824 961 |
| 5      | Horem pádem                     | 16. září 2003    | 555 928 | 55 311 889 |

## Filmová ocenění a festivaly
- 77. ročník udílení Oscarů
- Český lev 2004